# Hans Parlow

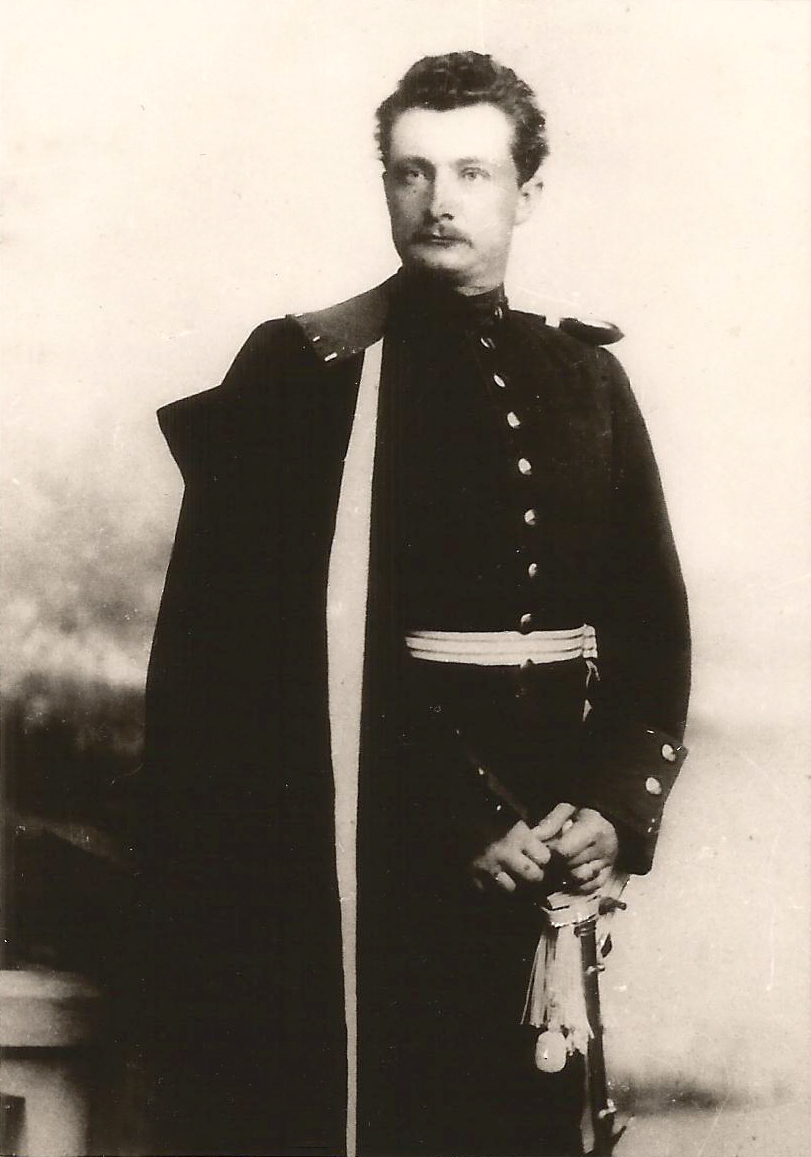
Parlow während seiner Zeit bei der Handelsmarine

Johann „Hans“ Parlow (* 7. März 1856 in Pillau; † 18. Dezember 1928 in Granada, Andalusien) war ein deutscher Schriftsteller.

## Leben
Die Eltern Johannes Heinrich Parlow (* 22. Juli 1823; † 4. November 1905) und Caroline Marie Parlow (geb. Claassen; * 16. August 1831; † 7. November 1905) entstammten alteingesessenen Seefahrerfamilien. Parlow hatte zwei jüngere Geschwister: Alice Marie Therese Herrmann (geb. Parlow; 1868–1938) und Wilhelm „James“ Parlow (1857–1941), der es dem Vater und beiden Großvätern gleichtat und als Kapitän zur See fuhr. Parlow, der in Pillau in Ostpreußen geboren wurde, studierte an der Albertus-Universität Königsberg, die ihn auch promovierte. Während seines Studiums war er von 1876 bis 1878 Mitglied der Burschenschaft Germania Königsberg. Diese Zeit verarbeitete er später in seinem Studentenroman Dunkelrot-weiß-rosenrot. Noch als Student verlobte sich Parlow mit der ebenfalls aus Pillau stammenden Lisbeth Hahn, die aber noch vor der Eheschließung verstarb. Nach Abschluss seines Studiums fuhr er zunächst mehrere Jahre lang bei der Handelsmarine zur See, bevor er Schriftsteller wurde. Ab Ende der 1880er Jahre schrieb er mehrere Sachbücher über Spanien und verfasste Kritiken für die Literaturzeitschrift Revista nueva. Nach 1900 schrieb er vor allem Romane, die die Seefahrt zum Thema haben.

## Werke (Auszug)

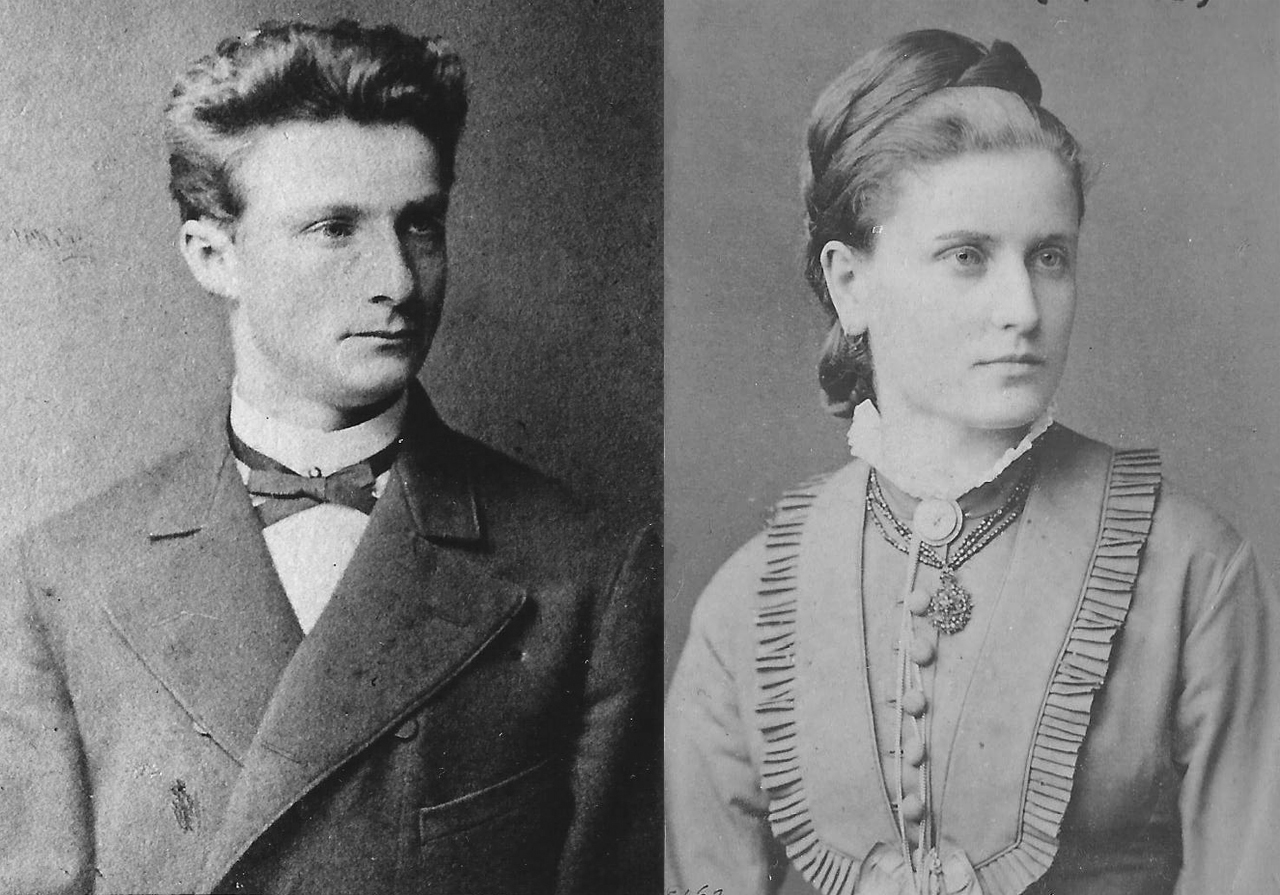
Hans Parlow und seine früh verstorbene Verlobte Lisbeth Hahn im September 1877

- Kultur und Gesellschaft im heutigen Spanien – Beobachtungen (1888), Kulturgeschichte.
- Bilder und Träume aus Spanien – Reiseerinnerungen (1889), Reisebeschreibung.
- Fürstin Eboli (1891), historischer Roman.
- Das Kattegat (1896), Seeroman.
- Zwischen den Schären, 1903 als Fortsetzungsroman in der Schlesischen Volkszeitung abgedruckt
- Um Danebrog und Schwarz-Weiß-Rot (1905), Seeroman.
- Zu dem Leben des Miguel De Cervantes (1906), Biographie und Erlebnisbericht.
- Die hohe See (1907), Seeroman.
- Dunkelrot-weiß-rosenrot (1907), Roman aus dem Studentenleben.
- Die Königin in Thule (1912), Seeroman.
- Eva (1912), Seeroman.
- Die Kaptaube (1914), Seeroman.
- Um Mitternacht (1914), Novelle.
- Die Schwarzhäupter von Riga (1922), See- und Kaufmannsroman.

Die Tägliche Rundschau, eine der Königsberger Zeitungen, publizierte den Roman Dunkelrot-weiß-rosenrot im Jahre 1911 – vermutlich in mehreren Teilen. Das Werk blieb der einzige Königsberger Studentenroman. Außerdem schrieb Parlow 1925 das Pillauer Lied, ein Gedicht auf seine Heimatstadt.

## Kritiken

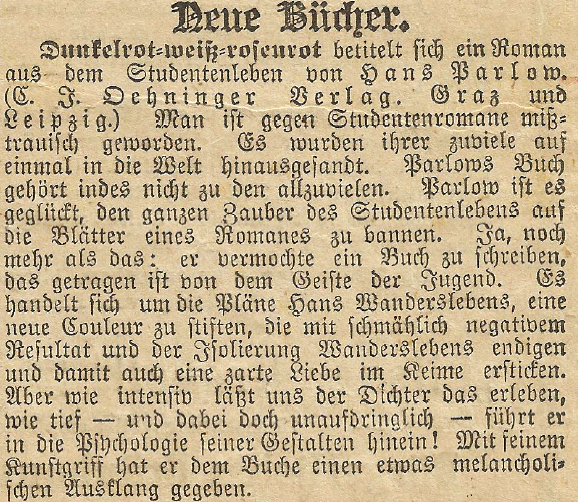
Kritik zu Parlows Studentenroman Dunkelrot-weiß-rosenrot

Viele seiner Werke, wie auch der Studentenroman Dunkelrot-weiß-rosenrot, wurden von der Presse mit ausnehmend guten Kritiken bedacht.

„Ich freue mich, aus dem Zuber der Couleur-Romane jetzt, innerhalb eines kurzen Zeitraums, das dritte gute Buch herausgefunden zu haben, jetzt sogar das beste und reifste von den dreien.“

## Sonstiges
Die Schriftstellerin Elisabeth Herrmann war eine Nichte Parlows. Sie verwendete als Pseudonym den Nachnamen Claasen beziehungsweise Claassen, den Geburtsnamen seiner Mutter.
Die Tägliche Rundschau veröffentlichte in ihrer Nr. 141 des Jahres 1907 eine redaktionelle Fußnote, in der das rege Interesse des Deutschen Kaisers an Parlows Werken beschrieben wird.

„Es mag für die Leser, die Parlows Schreibweise liebgewonnen, eine Freude sein, zu erfahren, dass Kaiser Wilhelm II. an den Romanen Parlows in neuerer Zeit lebhaftes Interesse gewonnen hat. […] Ein Künstler, der wie Hans Parlow seit Jahrzehnten in der weltfernen Einsamkeit eines spanischen Dorfes lebt, hat gewiss keine Veranlassung, aus einer solchen Tatsache Reklame für sich zu machen.“